# Gärtopf

Gärtopf mit Nut

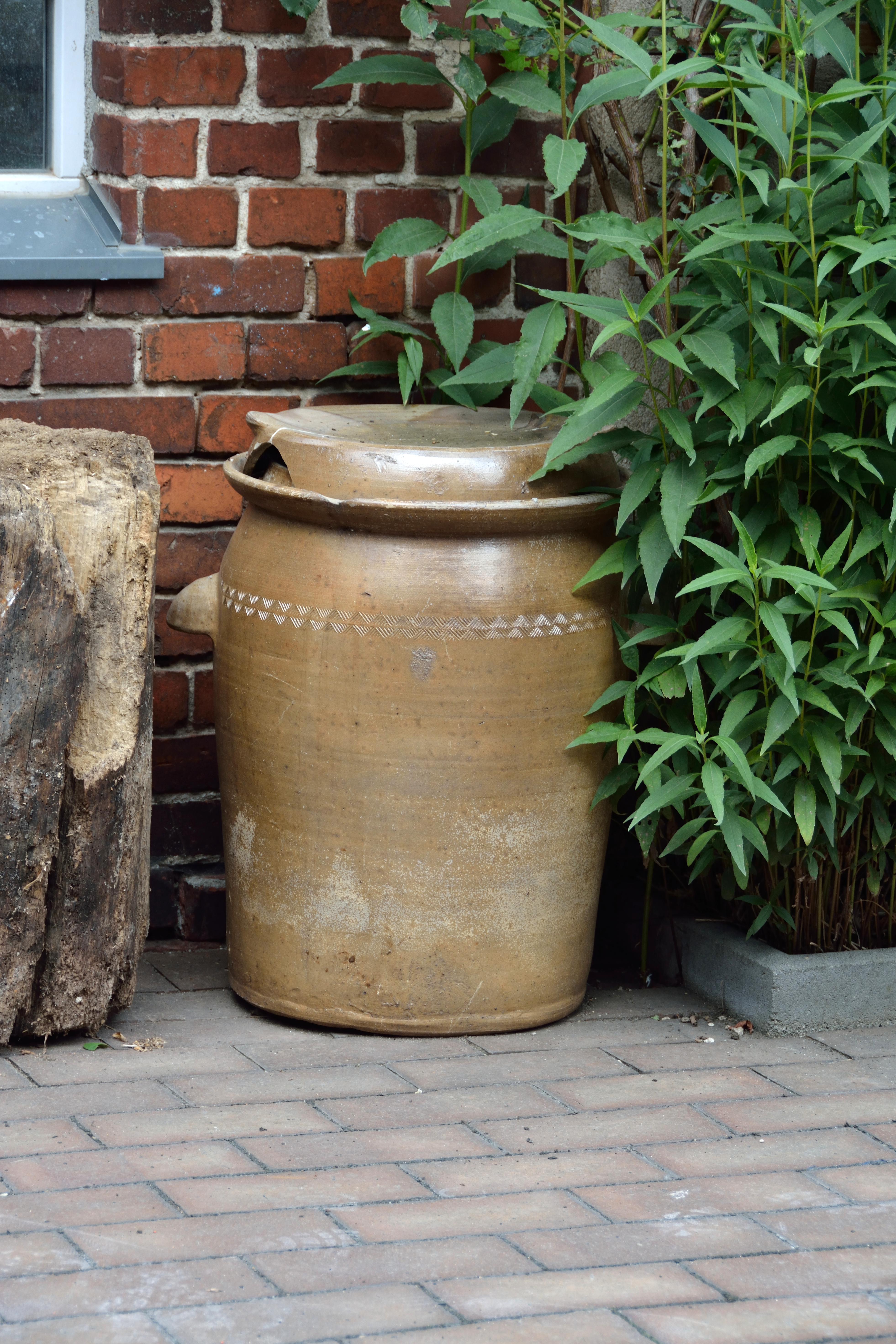
Großer Gärtopf an der „Alten Mühle“ in Proschim

Gärtopf bezeichnet ein Gefäß zur Herstellung und Aufbewahrung von vergorenen Lebensmitteln. Das Gefäß besteht aus Keramik oder Steinzeug und weist um die Öffnung eine ringförmige Vertiefung auf. Diese wird mit Wasser gefüllt und ein Deckel verwendet, der in die wassergefüllte Nut eintaucht. Dadurch wird das Entweichen von Gärgasen ermöglicht und das Eindringen von Sauerstoff und unerwünschten Fremdstoffen wie Schmutz oder Bakterien und Schimmelpilzen behindert.
Um die festen Anteile (meist Kraut) unter der Flüssigkeitsoberfläche zu halten, werden Gewichtsscheiben aus Stein oder Keramik eingesetzt.